# Celoživotní vzdělávání
Celoživotní učení či celoživotní vzdělávání zahrnuje každé studium během života. Je považováno za kontinuální proces získávání a rozvoje vědomostí, intelektových schopností a praktických dovedností, a to i nad rámec počátečního vzdělávání. Může být realizováno organizovanou formou (formální), prostřednictvím individuální zájmové činnosti (neformální) nebo spontánně, bezděčně (informální).
Patří sem nepovinná i povinná školní docházka, rekvalifikace, kurzy, vzdělávání seniorů (tzv. univerzita třetího věku) apod. Je realizováno různými organizacemi (např. vysokými školami), které se zaměřují na různé skupiny a nabízejí kurzy různého zaměření.

## Koncepty CŽU
Celoživotní učení (CŽU) je získávání podnětů během celého života. Od roku 1996 je místo pojmu vzdělávání užíván pojem učení ke zdůraznění nutnosti aktivního přístupu jedince.
MŠMT ve strategii definuje celoživotní učení jako nepřerušenou kontinuitu, která jde „od kolébky do zralého věku“. Vzdělávání od nejútlejšího věku tvoří jeho základnu. Cílem je naučit člověka učit se. Další vzdělávání rozvíjí jeho dovednosti a schopnosti řešit nové problémy. CŽU staví jako nadřazený pojem počátečního a dalšího vzdělávání. Vytváří protiklad k tradičnímu vzdělávání zaměřenému na určité povolání.
Zatímco OECD (2000) definuje CŽU takto: Celoživotní učení spojuje individuální i společenský rozvoj ve všech směrech i prostředcích ve formálním vzdělávání, tedy ve školních institucích, v zařízení odborné přípravy, terciárním vzdělávání, vzdělávání dospělých, v neformálním prostředí – doma, v zaměstnání, dalších společenských celcích apod. Zaměřuje se především na ekonomický růst, rozvoj a zaměstnanost, a k jejichž dosažení slouží jako prostředek celoživotní učení.
Celoživotní učení zahrnuje počáteční vzdělávání a další vzdělávání.
počáteční
- primární vzdělávání
- sekundární vzdělávání
- terciární vzdělávání

další vzdělávání
- Další vzdělávání následuje po dosažení jistého stupně vzdělání, tedy po vstupu na trh práce. Jde o připravenosti člověka učit se, které ale nemá organizovaný ráz, tzn. učení při práci, kultuře atd.

## Charakteristiky CŽU
1. Neomezuje se na konkrétní fázi života, ale probíhá po celý život.
2. Není omezeno pouze na instituce, ale probíhá v různém prostředí.
3. Poskytuje příležitost všem.[4]

## Formy celoživotního učení

### Formální
Je realizováno ve vzdělávacích institucích – školách a vymezeno právními předpisy. Jde o na sebe navazující stupně vzdělávání, které vedou k získání diplomu a kvalifikací. Patří sem tyto stupně vzdělávání – základní vzdělání, střední vzdělání, střední vzdělání s výučním listem, střední vzdělávání s maturitní zkouškou, konzervatoř, vyšší odborné vzdělání, vysokoškolské vzdělání. Celoživotní vzdělávání na vysokých školách má často podobu placených kurzů (placeného studia), využíváno je často také proto, že není třeba skládat jakékoliv přijímací zkoušky (celoživotní vzdělání je dostupné de facto pro všechny), někdy je též možné následně pokračovat ve standardním studiu na vysoké škole, při uznání těchto zkoušek z celoživotního vzdělání (resp. této části studia). Dle českého vysokoškolského zákona rovněž o absolvování studia v rámci programu celoživotního vzdělávání vydá vysoká škola jeho účastníkům osvědčení. Úspěšným absolventům celoživotního vzdělávání v rámci akreditovaných studijních programů, pokud se stanou studenty podle tohoto zákona, může dle zákona vysoká škola uznat kredity, které získali v programu celoživotního vzdělávání až do výše 60 % kreditů potřebných k řádnému ukončení studia.

### Neformální
Poskytují je soukromé instituce, neziskové organizace, školy, zaměstnavatelé atd. Cílem je získat dovednosti, schopnosti a kompetence k rozvoji společenského a pracovního uplatnění. Př. volnočasové aktivity, jazykové, počítačové kurzy, rekvalifikační kurzy, školení atd. Nevede k získání dalšího stupně vzdělání.

### Informální
Jde o získávání dovedností a schopností z každodenních aktivit běžného života, činností v práci, ve volném čase atd. Jde o sebevzdělávání. Jde o neorganizované, nesystematické a institucionálně nekoordinované vzdělávání.

## Možnosti celoživotního učení

### Profesní
Jeho cílem je rozvoj postojů, znalostí a schopností, podstatných pro výkon určitého povolání. Přímo se podílí na profesním uplatnění a tím i na ekonomické aktivitě člověka. Udržuje optimální soulad mezi tím, jaká je reálná pracovní způsobilost jedince a tím jaké jsou kladeny nároky na výkon určité profese. Zaměřuje se tedy na neustálé přizpůsobování kvalifikace pracovníka ke kvalifikovanosti dané práce.

### Distanční
Jde o multimediální formu řízeného studia, při kterém nejsou vyučující a v němž nejsou vyučující a studující v neustálém přímém kontaktu. Multimediálnost znamená využití všech distančních komunikačních prostředků, kterými lze prezentovat učivo, tj. tištěné materiály, počítačové programy, telefony, elektronická pošta, televizní přenosy, počítačové sítě, výukový software (častý je např. Moodle). V souvislosti s tím je v současné době aplikovaná e-learningová podpora.

### Univerzita třetího věku
Univerzita třetího věku (U3V) zahrnuje aktivity vysokých škol, které jsou orientovány na pomoc vzdělávání seniorů. Neposkytují ucelené vysokoškolské ani jiné vzdělání, ale např. určité přednášky. Mohou být jedno i vícesemestrové s různým odborným zaměřením, přičemž základním předpokladem je předávání informací na vysokoškolské úrovni. Cílem je osobní rozvoj jedince, nikoli získání vysokoškolského titulu.